# Casa de la Sabiduría
La Casa de la Sabiduría o Casa del Saber (en árabe: بَيْت الْحِكْمَة‎, romanizado: Bayt al-Ḥikmah), también conocida como la Gran Biblioteca de Bagdad, fue una importante universidad, biblioteca pública como sede de traducciones y centro intelectual, establecido durante la época del Califato abasí en Bagdad, Irak. Fue una institución clave en el Movimiento de traducción, considerada como el mayor centro intelectual durante la Edad de Oro del Islam. La Casa de la Sabiduría se fundó inicialmente como una sociedad por el califa Harún al-Rashid a finales del siglo VIII, así como un espacio para sus recopilaciones personales, que luego culminó en una academia pública durante el reinado de su hijo, Al-Mamún, entre el 813-833 d. C., a quien también se le adjudica haber atraído muchos eruditos conocidos para compartir información, ideas y cultura; varios de los maestros musulmanes más cultos formaron parte de este importante centro educativo. Aunque también la Casa antiguamente almacenaba la antigua colección privada creada por Al-Mansur (reinado del 754-775 d. C.) compuesta de libros raros y compilaciones de poesía arábiga.
Esta casa de estudios tenía el doble propósito de traducir todo el saber acumulado basado sobre textos persas, indios y griegos al árabe y de preservar los mismos, provenientes de personalidades como Pitágoras, Platón, Aristóteles, Hipócrates, Euclides, Plotino, Galeno, Súsruta, Cháraka, Aryabhata y Brahmagupta, con lo que los estudiosos reunieron un gran acopio de saber mundial y desarrollaron sobre esas bases sus propios descubrimientos. Durante la regencia de Al-Mamún se crearon observatorios y la Casa fue el centro de estudio indiscutido de las humanidades y las ciencias en el Islam medieval, incluyendo matemáticas, astronomía, medicina, alquimia y química, zoología y geografía y cartografía. Bagdad era conocida como la ciudad más rica del mundo y centro de desarrollo intelectual del momento, y tenía una demografía de más de un millón de habitantes, la más poblada de su época.
La Casa de la Sabiduría y su contenido fueron destruidos en el asedio de Bagdad de 1258, por lo que las evidencias arqueológicas de los restos son relativamente escasas, de modo que la mayor parte de lo que se sabe de ella procede de las obras de doctos contemporáneos de la época, como Al-Tabari e Ibn al-Nadim.

## Historia

### Antecedentes
La Casa de la Sabiduría formó parte del importante Movimiento de traducción que tuvo lugar durante la época abasí, traduciendo obras del griego y el siríaco al árabe, pero es poco probable que la Gran Biblioteca existiera como el único centro de dicha labor, ya que los principales esfuerzos de traducción surgieron en El Cairo y Damasco incluso antes de la propuesta creación de la Casa. Este movimiento de traducción dio impulso a una gran cantidad de investigaciones originales que se produjeron en la población islámica en general, que tenía acceso a escritos de fuentes griegas, persas e indias. La presencia temprana de los musulmanes a lo largo del tiempo siempre ha estado relacionada con la institución de las bibliotecas, que llegaron a ser no sólo un mecanismo de búsqueda, sino relativamente un depósito de inteligencia y patrimonio mental para toda la humanidad. El auge de las búsquedas avanzadas en matemáticas, estudios organizados, astronomía, filosofía y medicina inició la búsqueda de la ciencia árabe. Este salto científico estableció una demanda de traducciones más numerosas y actualizadas.
La Casa del Saber fue posible gracias al flujo constante de letrados árabes, persas y de otras naciones del mundo islamita hacia Bagdad, debido a la posición de la ciudad como capital del Califato abasí. Prueba de ello es el gran número de eruditos de los que se sabe que estudiaron en aquella urbe entre los siglos VIII y XIII, como Al-Jahiz, Al-Kindi y Al-Ghazali, entre otros, todos los cuales habrían contribuido a una vibrante comunidad académica en Bagdad, produciendo un gran número de obras notables, independientemente de la existencia de una academia formal. Los campos a los que contribuyeron los eruditos asociados a la Casa de la Sabiduría incluyen, entre otros, la filosofía, las matemáticas, la medicina, la astronomía y la óptica. El nombre primitivo de la biblioteca, Jizanat al-Hikma (literalmente: «Almacén de la Sabiduría»), deriva de su función como lugar para la conservación de libros excéntricos y poética, función primordial de la Casa de la Sabiduría hasta su destrucción. En su interior se congregaban diariamente escritores, traductores, autores, científicos, escribas y otros para traducir, escribir, conversar, leer y dialogar. En esta casa se tradujeron numerosos libros y documentos sobre diversos conceptos científicos, temas filosóficos y propuestas en diferentes idiomas.

### Bajo Al-Mamún

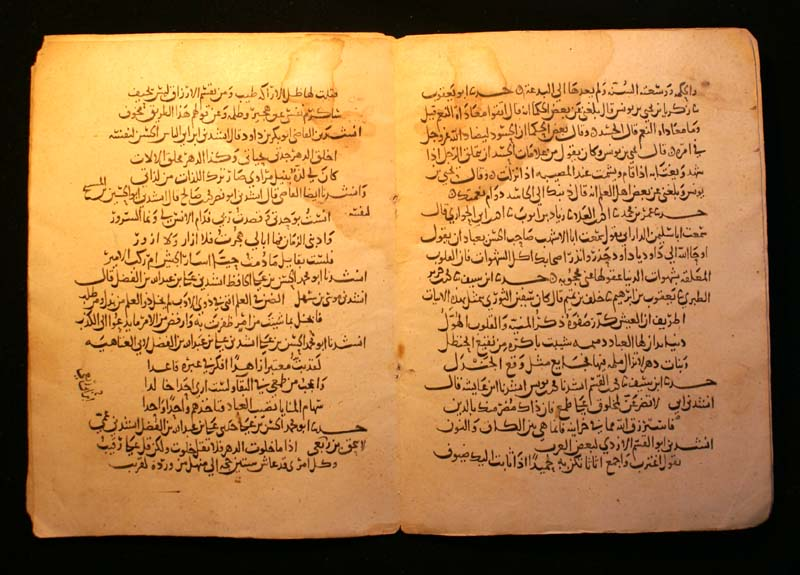
Manuscrito de la época del Califato Abasí.

Bajo el auspicio del califa Al-Mamún (el cual reinó entre 813-833), la Casa de la sabiduría asumió nuevas funciones relacionadas con las matemáticas y la astrología. El foco de interés pasó también de los textos persas hacia los griegos.
Sabios notables pertenecientes a esta época son: el poeta y astrólogo Sahl ibn Haroun, Al-Juarismi (780-850), los hermanos Banou Moussa, Sind ibn Ali y Al-Kindi (801-873). El erudito cristiano Hunayn ibn Ishaq (809-873) fue encargado de los trabajos de traducción por el califa. El traductor más renombrado fue el sabeo Thábit ibn Qurra (826-901). Las traducciones realizadas durante este período son superiores a las anteriores.
La Casa de la sabiduría floreció bajo los sucesores de al-Ma'mún, Al-Mutasim (que reinó entre el 833 y 842) y Al-Wathiq (califa entre el 842 y 847), pero declinó durante el reinado de Al-Mutawakkil (847-861), que a diferencia de sus predecesores que seguían la secta Mu'tazili, era seguidor del Islam ortodoxo y quería evitar la expansión de la filosofía griega, una de las principales herramientas de la teología Mu'tazili.
La Casa de la sabiduría adquirió finalmente reputación como centro de aprendizaje, si bien las universidades —en el sentido moderno— aún no existían, por lo que la transmisión del conocimiento se llevaba a cabo directamente entre maestro y alumno. Las Maktab se desarrollaron en la ciudad alrededor del siglo IX, y en el siglo XI, Nizam al-Mulk fundó la Al-Nizamiyya de Bagdad.

### Destrucción por los mongoles
La Casa de la sabiduría, al igual que las demás bibliotecas de Bagdad, fue destruida por los mongoles durante el sitio de Bagdad en 1258. Cerca de 400.000 manuscritos fueron rescatados por Nasir al-Din al-Tusi antes del sitio y llevados a Maragheh.

## Otras casas de la sabiduría
Otros lugares también han sido llamados «Casa de la Sabiduría»:
- En El Cairo, Casa de la Sabiduría fue otro nombre de Dar al-Hikmah, la «Casa del Conocimiento» fundada por el sexto califa fatimí al-Hákim bi-Amrillah en 1004.
- Un instituto de investigación en Bagdad llamado Bayt al-Hikma.